# Johannes Ritschard
Johannes Ritschard (1845 - 1908), was een Zwitsers politicus.
Johannes Ritschard was lid van de Vrijzinnig Democratische Partij (FDP). Hij was ook lid van de Regeringsraad van het kanton Bern.
Johannes Ritschard was van 1 juni 1897 tot 31 mei 1898 en van 1 juni 1905 tot 31 mei 1906 voorzitter van de Regeringsraad (dat wil zeggen regeringsleider) van Bern.